# Campionatul Mondial de Semimaraton din 1998
A 7-a ediție a Campionatului Mondial de Semimaraton s-a desfășurat pe 27 septembrie 1998 la Uster, Elveția. Au participat 236 de sportivi din 54 de țări.

## Rezultate

### Masculin
| Loc | Sportiv          | Timp    |
| --- | ---------------- | ------- |
| 1   | Paul Koech       | 1:00:01 |
| 2   | Hendrick Ramaala | 1:00:24 |
| 3   | Khalid Skah      | 1:00:24 |
| 4   | Ibrahim Seid     | 1:00:31 |
| 5   | Gert Thys        | 1:00:37 |
| 6   | Antonio Silio    | 1:00:45 |
| 7   | Luís Jesus       | 1:01:10 |
| 8   | Tendai Chimusasa | 1:01:14 |
| 9   | Abner Chipu      | 1:01:20 |
| 10  | Shem Kororia     | 1:01:30 |

| Loc | Țară                                                             | Timp                            |
| --- | ---------------------------------------------------------------- | ------------------------------- |
|     | Africa de Sud Hendrick Ramaala (2) Gert Thys (5) Abner Chipu (9) | 3:02:21 1:00:24 1:00:37 1:01:20 |
|     | Kenya Paul Koech (1) Shem Kororia (10) John Gwako (11)           | 3:03:07 1:00:01 1:01:30 1:01:36 |
|     | Etiopia Ibrahim Seid (4) Girma Alemayehu (19) Addis Abebe (29)   | 3:05:18 1:00:31 1:02:07 1:02:40 |

### Feminin
| Loc   | Sportivă                 | Timp    |
| ----- | ------------------------ | ------- |
| 1     | Tegla Loroupe            | 1:08:29 |
| 2     | Elana Meyer              | 1:08:32 |
| 3     | Lidia Șimon              | 1:08:58 |
| 4     | Olivera Jevtić           | 1:10:02 |
| 5     | Annemari Sandell         | 1:10:04 |
| 6     | Joyce Chepchumba         | 1:10:10 |
| 7     | Julia Vaquero            | 1:10:33 |
| 8     | Cristina Pomacu          | 1:10:39 |
| 9     | Yukiko Okamoto           | 1:10:50 |
| 10    | Leah Malot               | 1:11:04 |
| [...] |                          |         |
| 29    | Constantina Diță-Tomescu | 1:12:42 |
| 35    | Aurica Buia              | 1:13:44 |
| –     | Nuța Olaru               | NT      |

| Loc | Țară                                                                            | Timp                            |
| --- | ------------------------------------------------------------------------------- | ------------------------------- |
|     | Kenya Tegla Loroupe (1) Joyce Chepchumba (6) Leah Malot (10)                    | 3:29:43 1:08:29 1:10:10 1:11:04 |
|     | România · Lidia Șimon (3) · Cristina Pomacu (8) · Constantina Diță-Tomescu (29) | 3:32:19 1:08:58 1:11:39 1:12:42 |
|     | Spania Julia Vaquero (7) Maria Luisa Larraga (14) Rocío Ríos (23)               | 3:34:18 1:10:33 1:11:30 1:12:15 |

## Clasament pe medalii
| Loc   | Țară          | Aur | Argint | Bronz | Total |
| ----- | ------------- | --- | ------ | ----- | ----- |
| 1     | Kenya         | 3   | 1      | 0     | 4     |
| 2     | Africa de Sud | 1   | 2      | 0     | 3     |
| 3     | România       | 0   | 1      | 1     | 2     |
| 4     | Etiopia       | 0   | 0      | 1     | 1     |
| 4     | Maroc         | 0   | 0      | 1     | 1     |
| 4     | Spania        | 0   | 0      | 1     | 1     |
| Total | Total         | 4   | 4      | 4     | 12    |